# Spatalistis christophana
Spatalistis christophana (лат.) — вид бабочек из семейства листовёрток. Распространён в Приморском крае, на юге Хабаровской области, в Японии (Хонсю, Кюсю, Сикоку), на Корейском полуострове и в северо-восточном Китае. Обитают в дубравах и широколиственных лесах с присутствием в них дуба. Гусениц можно наблюдать в июле — августе и повторно октябре — ноябре. Гусеницы живут внутри свёрнутых листьев дуба монгольского, дуба зубчатого и дуба острого. Бабочек можно наблюдать с начала июля по сентябрь. Размах крыльев 15—19 мм.